# Formicivora grisea
Formicivora grisea е вид птица от семейство Thamnophilidae.

## Разпространение
Видът е разпространен в Боливия, Бразилия, Венецуела, Гвиана, Колумбия, Панама, Суринам, Тринидад и Тобаго и Френска Гвиана.